# لیلی سیمونز
 لیلی سیمونز (انگلیسی: Lili Simmons؛ زادهٔ ۲۳ ژوئیهٔ ۱۹۹۳) یک هنرپیشه اهل ایالات متحده آمریکا است. وی از سال ۲۰۱۰ میلادی تاکنون مشغول فعالیت بوده‌است.

از آثار مطرح او میتوان به مجموعه تلویزیونی بانشی اشاره کرد.در سریال Banshe نقش خواهر زاده کارکتر هلندی و منفی فیلم را ایفا میکرد. همچنین در فیلم تحسین شده Bone Tomahawak در نقش خانم دکتر به نام سامنتا ایفای نقش کرد. 
سیمونز در قسمت پایانی سریال " گاتهام " در نقش " سلینا کایل / زن گربه‌ایِ " بالغ ظاهر شده است. 